# Doble Bragado
La Doble Bragado, conocida como la Clásica del Oeste, es una competición de ciclismo en ruta por etapas que se disputa en la provincia de Buenos Aires, Argentina.
A lo largo de su historia se ha llamado Doble Mercedes (1922-1931), Doble Chivilcoy (1932-1939), Doble Bragado (1940-1956), Doble 9 de Julio (1957-1964) y nuevamente Doble Bragado (desde 1965).

## Palmarés

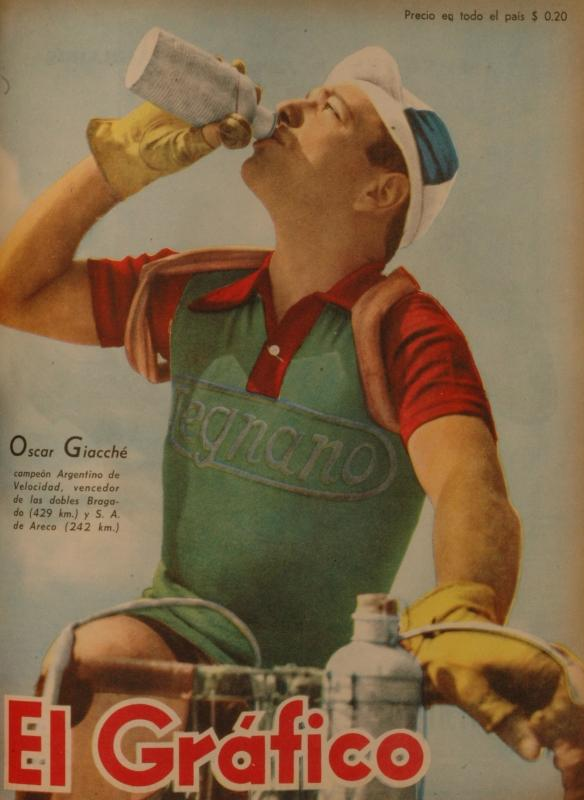
Giacché, campeón de la Doble Bragado en 1947

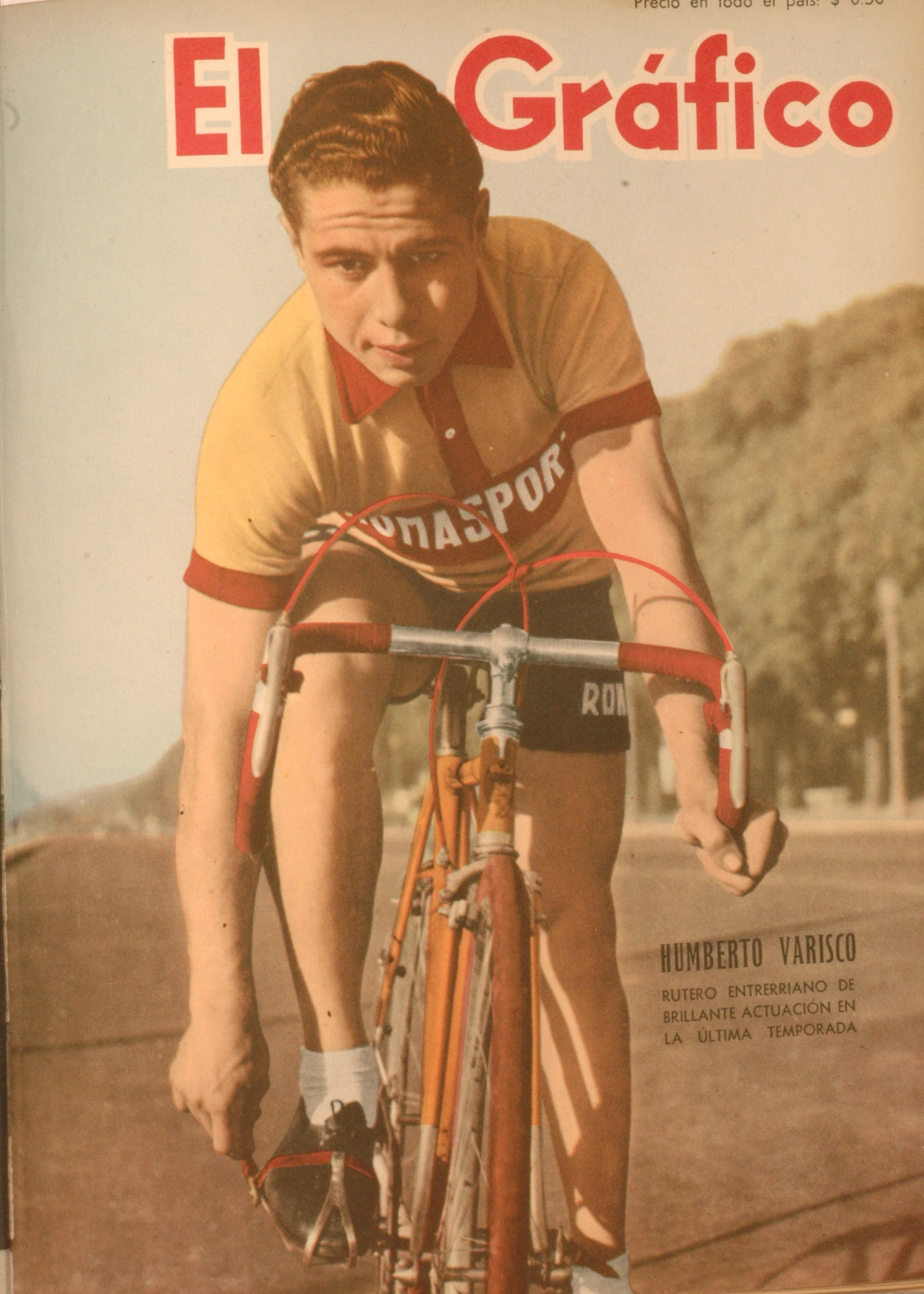
Humberto Varisco, campeón de la Doble Bragado en 1954

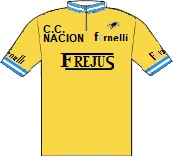
1990 Doble Bragado Líder General

| Año              | Ganador                                   | Segundo                                   | Tercero                                   |
| Doble Mercedes   |                                           |                                           |                                           |
| ---------------- | ----------------------------------------- | ----------------------------------------- | ----------------------------------------- |
| 1922             | Eugenio Gret                              | Juan Casero                               | Alberto Relgosa                           |
| 1923             | Eugenio Gret                              | Julio Polet                               | Cosme Saavedra                            |
| 1924             | Cosme Saavedra                            | Fernando Fileni                           | Antonio Delgrosso                         |
| 1925             | Cosme Saavedra                            | Luis Gilardi                              | Mario Argenta                             |
| 1926             | No se disputó                             | No se disputó                             | No se disputó                             |
| 1927             | Cosme Saavedra                            | Fernando Fileni                           | Oreste Isolio                             |
| 1928             | Cosme Saavedra                            | Francisco Bonvehi                         | Francisco Rodríguez                       |
| 1929             | Cosme Saavedra                            | Francisco Sogliola                        | Óscar Bonvehi                             |
| 1930             | Cosme Saavedra                            | Remigio Saavedra                          | Óscar Martínez                            |
| 1931             | Francisco Rodríguez                       | Óscar Martínez                            | Francisco Muratori                        |
| Doble Chivilcoy  |                                           |                                           |                                           |
| 1932             | Remigio Saavedra                          | Óscar Martínez                            | José Barcia                               |
| 1933             | Mario Stefani                             | Anselmo Zarlenga                          | Luis Sánchez                              |
| 1934             | Remigio Saavedra                          | Anselmo Zarlenga                          | Guillermo Gobet                           |
| 1935             | Mario Mathieu                             | Guillermo Gobet                           | Anselmo Zarlenga                          |
| 1936             | Mario Mathieu                             | Celestino Gobet                           | Alfredo González                          |
| 1937             | José González                             | Francisco Larrañaga                       | Carlos Scalarandi                         |
| 1938             | Mario Mathieu                             | Bartolo Tonelli                           | Ramón Rossi                               |
| 1939             | Mario Stefani                             | Mario Mathieu                             | Remigio Saavedra                          |
| Doble Bragado    |                                           |                                           |                                           |
| 1940             | Mario Mathieu                             | Luciano Montero                           | José González                             |
| 1941             | No se disputó                             | No se disputó                             | No se disputó                             |
| 1942             | Mario Mathieu                             | Antonio Bertola                           | Julio Alba                                |
| 1943-1946        | No se disputó                             | No se disputó                             | No se disputó                             |
| 1947             | Óscar Giacché                             | Miguel Sevillano                          | Ceferino Perone                           |
| 1948             | Miguel Sevillano                          | Ceferino Perone                           | Enrique Molina                            |
| 1949             | Ceferino Perone                           | Vlado Martinole                           | Antonio Bertola                           |
| 1950             | Óscar Muleiro                             | Ignacio Fernández                         | Antonio Covolo                            |
| 1951             | Saúl Crispin                              | Óscar Muleiro                             | Pedro Meo                                 |
| 1952             | Dante Benvenuti                           | Miguel Sevillano                          | Óscar Muleiro                             |
| 1953             | Alfredo Figgini                           | Ignacio Fernández                         | Luis Dazzan                               |
| 1954             | Humberto Varisco                          | Óscar Rosato                              | Héctor Gancedo                            |
| 1955             | No se disputó                             | No se disputó                             | No se disputó                             |
| 1956             | Rodolfo Caccavo                           | Lucio Kaiser                              | José Rosa                                 |
| Doble 9 de Julio |                                           |                                           |                                           |
| 1957             | Carlos Vázquez                            | René Simionato                            | Héctor San Juan                           |
| 1958             | Ricardo Senn                              | José Rosa                                 | Franco Ferro                              |
| 1959             | Duilio Biganzoli                          | Rubén Mitti                               | Cosme Iannone                             |
| 1960             | Carlos Vázquez                            | Héctor Gancedo                            | Alberto Trillo                            |
| 1961             | Marcos Spaggiari                          | Gabriel Niel                              | Santos Liendo                             |
| 1962-1963        | No se disputó                             | No se disputó                             | No se disputó                             |
| 1964             | Carlos Álvarez                            | Duilio Biganzoli                          | Ricardo Senn                              |
| Doble Bragado    |                                           |                                           |                                           |
| 1965             | Carlos Álvarez                            | Juan Tschieder                            | Eduardo Brassini                          |
| 1966             | Eduardo Sánchez                           | Juan Brotto                               | Juan Scatiza                              |
| 1967             | Héctor Gómez                              | Juan Tschieder                            | Antonio Dalleves                          |
| 1968             | Saúl Alcántara                            | Carlos Álvarez                            | Carlos Scatiza                            |
| 1969             | Raúl Gómez                                | Duilio Biganzoli                          | Daniel Gallego                            |
| 1970             | Rodolfo Taddeo                            | Roque Lengle                              | Alberto Marsiglia                         |
| 1971             | Raúl Gómez                                | Saúl Alcántara                            | Óscar Anacoreto                           |
| 1972             | Ismael Torres                             | Jorge Fulgenci                            | Eduardo Sánchez                           |
| 1973             | Osvaldo Benvenuti                         | José Gallego                              | Jorge Fulgenci                            |
| 1974             | Ricardo Jurado                            | Héctor Torres                             | Raúl Gómez                                |
| 1975             | Oswaldo Frossasco                         | Ricardo Jurado                            | Federico Carbone                          |
| 1976-1979        | No se disputó                             | No se disputó                             | No se disputó                             |
| 1980             | Ricardo Jurado                            | José Palma                                | Oswaldo Frossasco                         |
| 1981             | Omar Richeze                              | Norberto Santos                           | Ricardo Rodríguez                         |
| 1982             | Juan Carlos Ruarte                        | Luis Moyano                               | Carlos Sacconi                            |
| 1983             | No se disputó                             | No se disputó                             | No se disputó                             |
| 1984             | Luis Moyano                               | Eduardo Trillini                          | Juan Carlos Haedo                         |
| 1985             | Carlos Bodei                              | Miguel Macchi                             | Marcelo Araujo                            |
| 1986             | Armando Robledo                           | Omar Richeze                              | Mario Olivieri                            |
| 1987             | Alejandro Carrusca                        | Julio Velásquez                           | Jorge Sebastía                            |
| 1988             | Marcelo Alexandre                         | Claudio Iannone                           | Alejandro Carrusca                        |
| 1989             | Jorge Sebastía                            | Sergio Llamazares                         | Claudio Iannone                           |
| 1990             | Adrián García                             | Hugo Pratisoli                            | David Kenig                               |
| 1991             | Marcelo Alexandre                         | Federico Moreira                          | Adrián García                             |
| 1992             | Luis Biera                                | Eduardo Trillini                          | David Kenig                               |
| 1993             | Pablo Pérez                               | Mariano Salmón                            | Roberto Prezioso                          |
| 1994             | Rubén Priede                              | Juan Curuchet                             | Rubén Pegorín                             |
| 1995             | Rubén Pegorín                             | Daniel Mosler                             | Gabriel Curuchet                          |
| 1996             | Gustavo Artacho                           | Sebastián Quiroga                         | Erminio Suárez                            |
| 1997             | Juan Curuchet                             | Walter Pérez                              | Sebastián Quiroga                         |
| 1998             | Juan Curuchet                             | Walter Pérez                              | Javier Gómez                              |
| 1999             | Walter Pérez                              | Sebastián Quiroga                         | Gonzalo Salas                             |
| 2000             | Juan Curuchet                             | Gustavo Toledo                            | David Kenig                               |
| 2001             | Edgardo Simon                             | Guillermo Brunetta                        | Gonzalo Salas                             |
| 2002             | Ángel Darío Colla                         | David Kenig                               | Claudio Flores                            |
| 2003             | Juan Curuchet                             | Maximiliano Richeze                       | Fernando Antogna                          |
| 2004             | Alejandro González                        | Luis Alberto Martínez                     | Claudio Flores                            |
| 2005             | Pedro Prieto                              | Fernando Antogna                          | Sebastián Cancio                          |
| 2006             | Matías Médici                             | Juan Curuchet                             | Walter Pérez                              |
| 2007             | Ángel Darío Colla                         | Juan Curuchet                             | Fernando Antogna                          |
| 2008             | Gerardo Fernández                         | Guillermo Brunetta                        | Ángel Darío Colla                         |
| 2009             | Daniel Díaz                               | Fernando Antogna                          | Juan Curuchet                             |
| 2010             | Román Mastrángelo                         | Sebastián Cancio                          | Walter Pérez                              |
| 2011             | Leandro Messineo                          | Laureano Rosas                            | Federico Pagani                           |
| 2012             | Laureano Rosas                            | Guillermo Brunetta                        | Walter Pérez                              |
| 2013             | Fernando Antogna                          | Sebastián Cancio                          | Juan Pablo Dotti                          |
| 2014             | Laureano Rosas                            | Mauro Agostini                            | Juan Melivilo                             |
| 2015             | Juan Melivilo                             | Guillermo Brunetta                        | Sebastián Cancio                          |
| 2016             | Laureano Rosas                            | Leandro Messineo                          | Juan Pablo Dotti                          |
| 2017             | Román Mastrángelo                         | Laureano Rosas                            | Nicolás Naranjo                           |
| 2018             | Julián Barrientos                         | Claudio Flores                            | Mauricio Quiroga                          |
| 2019             | Aníbal Borrajo                            | Sergio Fredes                             | Matías Presa                              |
| 2020             | No se diputó                              | No se diputó                              | No se diputó                              |
| 2021             | No se disputó por la Pandemia de COVID-19 | No se disputó por la Pandemia de COVID-19 | No se disputó por la Pandemia de COVID-19 |
| 2022             | Elbio Alborzen                            | Roderyck Asconeguy Díaz                   | Enrique Estevéz                           |
| 2023             | Sergio Fredes                             | Agustín Martínez                          | Agustín Del Negro                         |
| 2024             | Omar Salim Azzem                          | Octavio Salmón                            | Enrique Estevez                           |
| 2025             | Nicolás Traico                            | Sebastián Tolosa                          | Octavio Salmón                            |

Notas:
- En la Doble Bragado de 2018 los corredores Fernando Antogna, Sebastián Trillini y Román Mastrangelo fueron inicialmente primero, segundo y tercero de la prueba, pero fueron descalificados como consecuencia del dar sus resultados antidopaje adversos.[5]

## Estadísticas

### Más victorias generales
| Ciclista          | Victorias | Años                               |
| ----------------- | --------- | ---------------------------------- |
| Cosme Saavedra    | 6         | 1924, 1925, 1927, 1928, 1929, 1930 |
| Mario Mathieu     | 5         | 1935, 1936, 1938, 1940, 1942       |
| Juan Curuchet     | 4         | 1997, 1998, 2000, 2003             |
| Laureano Rosas    | 3         | 2012, 2014, 2016                   |
| Román Mastrángelo | 2         | 2010, 2017                         |
| Eugenio Gret      | 2         | 1922, 1923                         |
| Remigio Saavedra  | 2         | 1932, 1934                         |
| Mario Stefani     | 2         | 1933, 1939                         |
| Carlos Vázquez    | 2         | 1957, 1960                         |
| Carlos Álvarez    | 2         | 1964, 1965                         |
| Raúl Gómez        | 2         | 1969, 1971                         |
| Ricardo Jurado    | 2         | 1974, 1980                         |
| Marcelo Alexandre | 2         | 1988, 1991                         |
| Ángel Darío Colla | 2         | 2002, 2007                         |

### Más victorias etapas
Incluye solo victorias en etapas individuales (en línea y contrarreloj individual).
| Ciclista          | Victorias |
| ----------------- | --------- |
| Ángel Darío Colla | 26        |
| Laureano Rosas    | 23        |
| Fernando Antogna  | 10        |
| Juan Curuchet     | 7         |
| Walter Pérez      | 7         |
| Cristián Clavero  | 6         |
| Federico Vivas    | 5         |
| Héctor Lucero     | 5         |
| Sergio Fredes     | 5         |